# Lomatocarpa afghanica
Lomatocarpa afghanica là một loài thực vật có hoa trong họ Hoa tán. Loài này được (Rech. f.) Pimenov mô tả khoa học đầu tiên năm 1995.